# 黑冠雀鹛
黑冠雀鹛（学名：Schoeniparus klossi）又称黑顶雀鹛，是雀眉科雀鹛属的一种，为越南的特有种。该物种的保护状况被评为无危。
黑冠雀鹛的栖息地包括亚热带或热带的（低地）湿润疏灌丛、亚热带或热带的湿润低地林、亚热带或热带的高海拔疏灌丛和亚热带或热带的湿润山地林。